# McFarland & Company
McFarland & Company, Inc. es una editorial estadounidense con sede en Jefferson, Carolina del Norte. Se especializa en obras académicas y de referencia, así como en obras de no ficción para adultos de interés general. Su presidente y editor jefe es Robert Franklin, quien fundó la compañía en 1979. McFarland tiene 50 empleados, y hasta 2017 había publicado aproximadamente 5100 títulos. Durante gran parte de su historia, McFarland se ha centrado en pequeñas tiradas de aproximadamente 600 copias por libro.

## Temáticas
McFarland & Company se centra principalmente en vender a las bibliotecas. El editor utiliza correo directo para contactar con sus potenciales clientes. La compañía es conocida por su literatura deportiva, especialmente la historia del béisbol, así como libros sobre ajedrez y cine. Según Mountain Times, McFarland publica aproximadamente 275 monografías académicas y títulos de libros de referencia por año.

## Lista de revistas académicas
McFarland & Company edita las siguientes publicaciones académicas:
- Base Ball: A Journal of the Early Game - se centra en "la historia temprana del béisbol, desde sus raíces de protoball hasta 1920"[11]
- Black Ball: A Journal of the Negro Leagues - se enfoca en "todos los temas relacionados con el béisbol negro, incluidas las ligas mayores y menores de raza negra, y el juego previo a la Liga Negra"[11]
- Clues: A Journal of Detection - se enfoca en "todos los aspectos sobre misterio y detectives; material impreso, televisión y películas"[11]
- Journal of Information Ethics - se enfoca en la ética de la información y la ciencia de la información[11]
- Journal of Territorial and Maritime Studies - se enfoca en "asuntos globales territoriales y marítimos"[11]
- North Korean Review - se enfoca en la comprensión de Corea del Norte, "sus complejidades y la amenaza que presenta para la estabilidad global"[11]